# António Teixeira
Antonio Texeira (Lisboa, 1707, mort probablement en el terratrèmol de 1755) fou un compositor portuguès del Barroc.
Com que des d'infant es distingí per les seves grans aptituds per la música, fou pensionat per estudiar a Roma i, de retorn a la seva pàtria, desenvolupà càrrecs, entre ells el de cantor de la Patriarcal i examinador de cant pla.
Les seves obres principals són la cantata Gli sposi fortunati i un Te Deum a 20 veus que es cantà en l'església de Sant Roc de Lisboa, així com diverses òperes.